# Futebol nos Jogos Olímpicos
O futebol foi o segundo esporte coletivo a entrar oficialmente nos Jogos Olímpicos, atrás apenas do polo aquático, em 1908. A competição é oficialmente chamada pela Federação Internacional de Futebol de Torneio Olímpico de Futebol.
A partir de 1996, o futebol feminino também passou a ser disputado, com dominância dos Estados Unidos da América, que esteve presente em todas as finais até 2012 e só não levou o ouro em 2000, perdendo para a Noruega. Na edição de 2016, pela primeira vez, as norte-americanas não disputaram medalhas. Elas foram superadas pela Suécia nas quartas de final, na disputa de penalidades. Com a seleção americana eliminada, e a Noruega fora do torneio, a Alemanha se sagrou a terceira campeã do torneio. Desde que o torneio feminino foi incluído no programa olímpico, nunca houve uma dobradinha - ou seja, o mesmo país conquistar a medalha de ouro tanto no masculino quanto no feminino. O país que chegou mais perto foi a Alemanha, que em 2016 conquistou o ouro no feminino e a prata no masculino.

## Locais de competição
Historicamente, as competições de futebol são realizados em outros estádios de outras cidades, além da cidade sede.
| Edições dos Jogos Olímpicos | Cidade                 | Estádio                                             |
| --------------------------- | ---------------------- | --------------------------------------------------- |
| Atenas 1896                 | Sem torneio de futebol | Sem torneio de futebol                              |
| Paris 1900                  | Paris                  | Velódromo de Vincennes                              |
| Saint Louis 1904            | St. Louis              | Estádio Francis Field                               |
| Londres 1908                | Londres                | Estádio White City                                  |
| Estocolmo 1912              | Estocolmo              | Estádio Olímpico                                    |
| Estocolmo 1912              | Estocolmo              | Estádio Råsunda                                     |
| Estocolmo 1912              | Estocolmo              | Tranebergs Idrottsplats                             |
| Antuérpia 1920              | Antuérpia              | Estádio Olímpico                                    |
| Antuérpia 1920              | Antuérpia              | Stadion Broodstraat                                 |
| Antuérpia 1920              | Bruxelas               | Stade de l'Union St. Gilloise                       |
| Antuérpia 1920              | Gante                  | Stade d'A.A. La Gantoise                            |
| Paris 1924                  | Paris                  | Stade Olympique, Colombes                           |
| Paris 1924                  | Paris                  | Stade Bergeyre                                      |
| Paris 1924                  | Paris                  | Stade de Paris, Saint-Ouen                          |
| Paris 1924                  | Paris                  | Stade Pershing, Vincennes                           |
| Amsterdam 1928              | Amsterdam              | Estádio Olímpico                                    |
| Amsterdam 1928              | Amsterdam              | Harry Elte Stadium                                  |
| Los Angeles 1932            | Sem torneio de futebol | Sem torneio de futebol                              |
| Berlim 1936                 | Berlim                 | Estádio Olímpico                                    |
| Berlim 1936                 | Berlim                 | Poststadion, Tiergarten                             |
| Berlim 1936                 | Berlim                 | Mommsenstadion, Charlottenburg                      |
| Berlim 1936                 | Berlim                 | Hertha-BSC-Platz                                    |
| Londres 1948                | Londres                | Empire Stadium, Wembley                             |
| Londres 1948                | Londres                | White Hart Lane, Tottenham                          |
| Londres 1948                | Londres                | Selhurst Park, Crystal Palace                       |
| Londres 1948                | Londres                | Craven Cottage, Fulham                              |
| Londres 1948                | Londres                | Griffin Park, Brentford                             |
| Londres 1948                | Londres                | Arsenal Stadium, Highbury                           |
| Londres 1948                | Londres                | Lynn Road, Ilford                                   |
| Londres 1948                | Londres                | Green Pond Road, Walthamstow                        |
| Londres 1948                | Londres                | Champion Hill, Dulwich                              |
| Londres 1948                | Brighton               | Goldstone Ground                                    |
| Londres 1948                | Portsmouth             | Fratton Park                                        |
| Helsinque 1952              | Helsinque              | Estádio Olímpico                                    |
| Helsinque 1952              | Helsinque              | Töölö Football Grounds                              |
| Helsinque 1952              | Turku                  | Kupittaa Stadion                                    |
| Helsinque 1952              | Tampere                | Ratina Stadion                                      |
| Helsinque 1952              | Lahti                  | Kisapuisto                                          |
| Helsinque 1952              | Kotka                  | Kotka Stadion                                       |
| Melbourne 1956              | Melbourne              | Melbourne Cricket Ground                            |
| Melbourne 1956              | Melbourne              | Olympic Park Stadium                                |
| Roma 1960                   | Roma                   | Estádio Flamínio                                    |
| Roma 1960                   | Florença               | Stadio Comunale                                     |
| Roma 1960                   | Grosseto               | Stadio Comunale                                     |
| Roma 1960                   | Livorno                | Stadio Ardenza                                      |
| Roma 1960                   | Pescara                | Estádio Adriático                                   |
| Roma 1960                   | Áquila                 | Stadio Comunale                                     |
| Roma 1960                   | Nápoles                | Stadio Fuorigrotta                                  |
| Tóquio 1964                 | Tóquio                 | Estádio Olímpico Nacional                           |
| Tóquio 1964                 | Tóquio                 | Prince Chichibu Memorial Field                      |
| Tóquio 1964                 | Tóquio                 | Estádio Komazawa                                    |
| Tóquio 1964                 | Omiya                  | Estádio Omiya                                       |
| Tóquio 1964                 | Yokohama               | Estádio de Mitsuzawa                                |
| Cidade do México 1968       | Cidade do México       | Estádio Azteca                                      |
| Cidade do México 1968       | Puebla                 | Estádio Cuauhtémoc                                  |
| Cidade do México 1968       | Guadalajara            | Estádio Jalisco                                     |
| Cidade do México 1968       | León                   | Estádio León                                        |
| Munique 1972                | Munique                | Estádio Olímpico                                    |
| Munique 1972                | Augsburgo              | Rosenaustadion                                      |
| Munique 1972                | Ingolstadt             | ESV-Stadion                                         |
| Munique 1972                | Ratisbona              | Jahnstadion                                         |
| Munique 1972                | Nurembergue            | Städtisches Stadion                                 |
| Munique 1972                | Passau                 | Dreiflüssestadion                                   |
| Montreal 1976               | Montreal               | Estádio Olímpico                                    |
| Montreal 1976               | Sherbrooke             | Municipal Stadium                                   |
| Montreal 1976               | Toronto                | Varsity Stadium                                     |
| Montreal 1976               | Ottawa                 | Lansdowne Stadium                                   |
| Moscou 1980                 | Moscou                 | Estádio Lenin                                       |
| Moscou 1980                 | Moscou                 | Estádio Dynamo                                      |
| Moscou 1980                 | Leningrado             | Estádio Kirov                                       |
| Moscou 1980                 | Kiev                   | Estádio Republicano                                 |
| Moscou 1980                 | Minsk                  | Estádio Dínamo                                      |
| Los Angeles 1984            | Pasadena               | Rose Bowl                                           |
| Los Angeles 1984            | Boston                 | Harvard Stadium                                     |
| Los Angeles 1984            | Annapolis              | Navy-Marine Corps Memorial Stadium                  |
| Los Angeles 1984            | Stanford               | Stanford Stadium                                    |
| Seoul 1988                  | Seul                   | Estádio Olímpico de Seul                            |
| Seoul 1988                  | Seul                   | Estádio Dongdaemun                                  |
| Seoul 1988                  | Busan                  | Estádio Busan                                       |
| Seoul 1988                  | Daegu                  | Estádio Daegu                                       |
| Seoul 1988                  | Daejeon                | Estádio Daejeon                                     |
| Seoul 1988                  | Gwangju                | Estádio Gwangju                                     |
| Barcelona 1992              | Barcelona              | Camp Nou                                            |
| Barcelona 1992              | Barcelona              | Estadi de Sarrià                                    |
| Barcelona 1992              | Sabadell               | Estadi de la Nova Creu Alta                         |
| Barcelona 1992              | Saragoça               | Estadio de La Romareda                              |
| Barcelona 1992              | Valência               | Estádio Luis Casanova                               |
| Atlanta 1996                | Athens                 | Sanford Stadium                                     |
| Atlanta 1996                | Orlando                | Citrus Bowl                                         |
| Atlanta 1996                | Birmingham             | Legion Field                                        |
| Atlanta 1996                | Miami                  | Miami Orange Bowl                                   |
| Atlanta 1996                | Washington, D.C.       | Robert F. Kennedy Memorial Stadium                  |
| Sydney 2000                 | Sydney                 | Estádio Olímpico                                    |
| Sydney 2000                 | Sydney                 | Sydney Football Stadium                             |
| Sydney 2000                 | Brisbane               | Brisbane Cricket Ground                             |
| Sydney 2000                 | Adelaide               | Hindmarsh Stadium                                   |
| Sydney 2000                 | Camberra               | Bruce Stadium                                       |
| Sydney 2000                 | Melbourne              | Melbourne Cricket Ground                            |
| Atenas 2004                 | Atenas                 | Estádio Olímpico de Atenas                          |
| Atenas 2004                 | Atenas                 | Estádio Karaiskakis                                 |
| Atenas 2004                 | Patras                 | Estádio Pampeloponnisiako                           |
| Atenas 2004                 | Vólos                  | Estádio Panthessaliko                               |
| Atenas 2004                 | Salonica               | Estádio Kaftanzoglio                                |
| Atenas 2004                 | Heraclião              | Estádio Pankritio                                   |
| Pequim 2008                 | Pequim                 | Estádio Nacional de Pequim                          |
| Pequim 2008                 | Pequim                 | Estádio dos Trabalhadores                           |
| Pequim 2008                 | Tianjin                | Estádio Centro Olímpico de Tianjin                  |
| Pequim 2008                 | Xangai                 | Estádio de Shanghai                                 |
| Pequim 2008                 | Qinhuangdao            | Estádio Centro de Esportes Olímpicos de Qinhuangdao |
| Pequim 2008                 | Shenyang               | Estádio Olímpico de Shenyang                        |
| Londres 2012                | Londres                | Estádio de Wembley                                  |
| Londres 2012                | Glasgow                | Hampden Park                                        |
| Londres 2012                | Cardiff                | Millennium Stadium                                  |
| Londres 2012                | Coventry               | City of Coventry Stadium                            |
| Londres 2012                | Manchester             | Old Trafford                                        |
| Londres 2012                | Newcastle upon Tyne    | St James' Park                                      |
| Rio de Janeiro 2016         | Rio de Janeiro         | Maracanã                                            |
| Rio de Janeiro 2016         | Rio de Janeiro         | Estádio Olímpico                                    |
| Rio de Janeiro 2016         | São Paulo              | Arena Corinthians                                   |
| Rio de Janeiro 2016         | Brasília               | Estádio Mané Garrincha                              |
| Rio de Janeiro 2016         | Salvador               | Arena Fonte Nova                                    |
| Rio de Janeiro 2016         | Belo Horizonte         | Mineirão                                            |
| Rio de Janeiro 2016         | Manaus                 | Arena da Amazônia                                   |
| Tóquio 2020                 | Chofu                  | Estádio de Tóquio                                   |
| Tóquio 2020                 | Yokohama               | Estádio Internacional de Yokohama                   |
| Tóquio 2020                 | Saitama                | Estádio Saitama 2002                                |
| Tóquio 2020                 | Rifu                   | Estádio de Miyagi                                   |
| Tóquio 2020                 | Kashima                | Estádio Kashima                                     |
| Tóquio 2020                 | Sapporo                | Sapporo Dome                                        |
| Paris 2024                  | Paris                  | Parc des Princes                                    |
| Paris 2024                  | Marselha               | Stade Vélodrome                                     |
| Paris 2024                  | Lyon                   | Parc Olympique Lyonnais                             |
| Paris 2024                  | Bordéus                | Stade Matmut Atlantique                             |
| Paris 2024                  | Saint-Étienne          | Stade Geoffroy-Guichard                             |
| Paris 2024                  | Nantes                 | Stade de la Beaujoire                               |
| Paris 2024                  | Nice                   | Allianz Riviera                                     |

## História
O torneio masculino é a única modalidade olímpica a "restringir" a participação de atletas. Isso porque a FIFA teme que o torneio olímpico de futebol possa competir em importância com a Copa do Mundo. Por outro lado, o Comitê Olímpico Internacional tem receio que as outras competições entrem em caráter secundário para a mídia, ofuscadas pelas grandes estrelas dos gramados.[carece de fontes?] Além disso, o Torneio Olímpico de Futebol não consta como uma Data FIFA, o que significa que os clubes não estão obrigados a liberarem seus jogadores para a competição.
Assim, até os Jogos de 1984, em Los Angeles, somente atletas amadores (para a FIFA, "atleta amador" seriam os que não recebiam reembolso por tempo de afastamento) poderiam participar, o que acabou gerando uma vantagem para os países socialistas do Leste Europeu, já que os jogadores nesses países eram, oficialmente, militares (e, portanto, amadores). Assim, essa era do torneio de futebol olímpico ficou conhecido como "amadorismo de fachada". Atletas notórios nesse desporto, como Pelé, por exemplo, jamais puderam participar dos Jogos Olímpicos por conta dessa restrição. Nos Jogos de Seul, em 1988, foi-se permitido levar jogadores que eram profissionais, mas que nunca haviam disputado a Copa do Mundo FIFA. Já a partir de Barcelona-1992, o torneio passou a ser disputado por atletas sub-23, com a permissão da convocação de até 3 atletas com a idade acima desta, independente de terem ou não disputado Copas do Mundo. 
Por conta dessas "restrições", o torneio masculino é a competição de futebol mais imprevisível, com medalhas conquistadas por países como Hungria (tri-campeã olímpica, todas conquistadas na era amadora da competição),  Nigéria (ouro em 1996, prata em 2008 e bronze em 2016), Camarões (ouro em 2000), Paraguai (prata em 2004), Japão (bronze em 1968), Gana (bronze em 1992), Chile (bronze em 2000), e Coreia do Sul (bronze em 2012).
Por outro lado, o Brasil, maior ganhador de Copas do Mundo, com cinco títulos, veio a conquistar a sua primeira medalha de ouro somente em 2016. Com isso o selecionado brasileiro passou a ser o mais laureado da história da competição masculina e aumentou a distância para o segundo colocado neste quesito com o segundo ouro conquistado em 2020 (com 7 medalhas, o Brasil tem quatro a mais que o segundo colocado), embora não seja a que tem mais ouros, e por isso não aparece no topo do quadro de medalhas do torneio masculino. Além disso, com a vitória conquistada na semifinal de 2016, diante de Honduras, passou a ser a que tem o maior número de vitórias no torneio olímpico: 34 vitórias em treze participações.
Reunificada em 1990, a atual seleção da República Federal da Alemanha jamais conquistou a medalha de ouro. Outra grande potência da modalidade com quatro títulos mundiais, o país classificou-se para o torneio pela primeira vez em 2016, edição na qual conquistou a medalha de prata. A extinta Alemanha Oriental, socialista e de futebol amador, conquistou o ouro em 1976, na época do chamado "amadorismo de fachada" dos países do Leste Europeu, ganhou também uma prata e um bronze; enquanto isso a antiga Alemanha Ocidental, capitalista e com seu futebol profissional teve rendimento pequeno: conseguiu apenas uma medalha de bronze, em 1988. Nas Olimpíadas de 1964, os dois países competiram esportivamente unidos com o nome de Alemanha Unificada, mas na modalidade futebol foi representada pela Alemanha Oriental, que ficou com a medalha de bronze. Alemanha Ocidental e Oriental tinham federações de futebol diferentes e independentes.

### Início
Pierre de Fredy, o Barão de Coubertin, recriador das Olimpíadas, era defensor ardoroso do amadorismo. Assim, no começo, o futebol nas Olimpíadas era disputado apenas por jogadores amadores.
O futebol que ainda dava os primeiros passos na sua internacionalização, não fez parte dos primeiros jogos da era moderna, disputados em Atenas, na Grécia em 1896. Segundo alguns relatos, na primeira edição dos Jogos, disputou-se um torneio não oficial na capital helénica, onde uma equipa de Atenas perdeu a final para uma equipa de Esmirna, que representava o então Império Otomano. Mas a historiografia oficial do movimento olímpico tem sérias reservas relativamente à real existência de tal encontro.
Desta forma, o futebol foi introduzido nas Olimpíadas de Paris, em 1900, mas como esporte de exibição. Em St. Louis 1904 também fez parte do programa olímpico, mas ainda como exibição. Nos Jogos Olímpicos Intercalares de 1906, o futebol também teve o mesmo tratamento. Estas competições foram disputadas por clubes, universidades e seleções de cidades ou regiões, não tendo o reconhecimento oficial da FIFA. A ausência de informações dessas competições nos arquivos online da FIFA também pode ser lida como uma forma de não validar essa competição antes de sua fundação, que aconteceu em 1904. O COI, porém, mais tarde reconheceria estas medalhas como oficiais. Somente em Londres 1908 o futebol passou a fazer parte de fato do programa olímpico. Desde então, o esporte só ficou de fora da disputa das Olimpíadas nos Jogos de 1932, em Los Angeles.
É possível dividir a história da modalidade nos jogos em três fases. Na primeira, que vai do início dos Jogos até o fim da Segunda Guerra Mundial, o torneio refletia de certa forma a relação de forças do futebol internacional no início do Século XX. Na segunda, entre as décadas de 1950 e 1970, no auge do "amadorismo", há um enorme domínio do Leste Europeu, que enviava suas competitivas seleções principais para enfrentar times realmente amadores, compostos por juniores. Por fim, a fase "moderna", em que a FIFA tentou igualar as condições e impôs limitações uniformes para todos os países.

### "Campeonato Mundial" e primeira Copa do Mundo
O primeiro torneio com a participação de seleções nacionais e disputado em moldes parecidos com os atuais foi o de 1908 em Londres, que corou à anfitriã Grã-Bretanha como a grande vencedora, título que renovaria quatro anos depois em Estocolmo.[carece de fontes?] Este torneio realizado nos Jogos de 1908 é considerado como o primeiro torneio de caráter internacional disputado, e ele ficou a cargo da Football Association, que à época não era afiliada a então recém fundada FIFA. Nesse início foi ressaltado que somente poderiam participar do torneio olímpico de futebol atletas amadores, segundo os princípios olímpicos, sendo considerado amador aquele que "não recebesse remuneração ou consideração de qualquer espécie a mais do que as despesas necessárias para pagar hotel e viagem, ou aquele que não estivesse registrado como profissional".
A partir de meados da década de 1910, o futebol ganha cada vez mais importância. Até então as grandes viagens para disputar os Jogos ainda eram feitas de barco, e só equipes europeias se inscreviam para a competição. O futebol não era grande o suficiente para que alguém encarasse os custos de uma viagem transatlântica: nenhum país latino-americano quis realizar a travessia. Esse cenário começa a mudar a partir dos Jogos da Antuérpia 1920, que receberam pela primeira vez uma equipe de fora da Europa. Coube esse mérito à Seleção do Egito. A cidade belga presenciaria também a primeira derrota britânica, logo no primeiro jogo com a Noruega, o que levou os britânicos a protestarem a inclusão de profissionais nas outras equipas. Na única edição que foi disputada em molde de campeonato e sem final, a anfitriã Bélgica bateu a Espanha na final. É neste torneio também que ocorreu a primeira grande polêmica. Na disputa da medalha de ouro, a Tchecoslováquia se sentiu tão prejudicada pela arbitragem e pelo clima bélico em Antuérpia, que se retirou de campo e deu a vitória à anfitriã Bélgica.

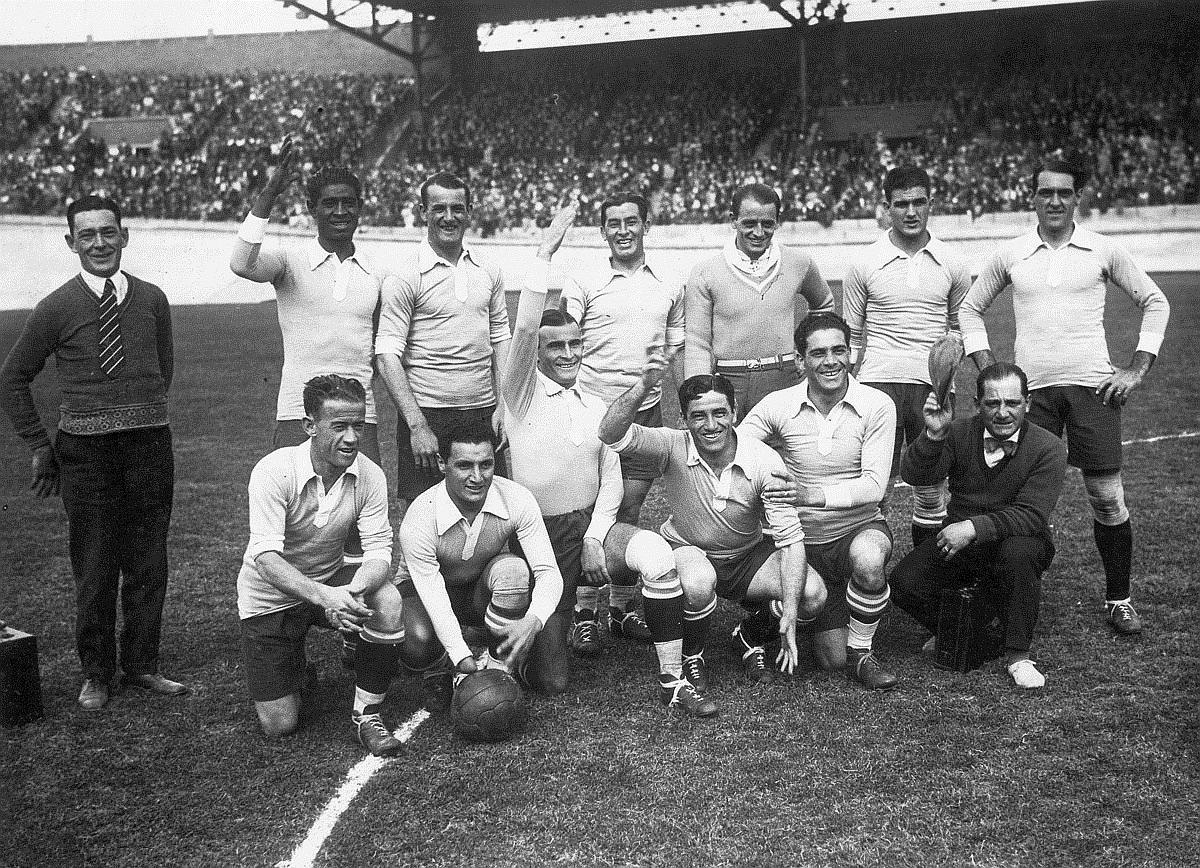
Jogadores do uruguai, campeões olímpicos em 1928.

De 1908 a 1928, apesar do amadorismo, o torneio olímpico de futebol foi a principal competição internacional de seleções. Por conta disso, até 1930, com a realização da primeira Copa do Mundo, no Uruguai, o torneio olímpico de futebol era considerado o "Campeonato Mundial de Futebol".
Os Jogos Olímpicos de Paris, em 1924, representam uma grande transformação na estrutura do futebol e confirma que o futebol havia se popularizado. O torneio de futebol foi disputado em quatro estádios diferentes (Colombes, Pershing, Berger e Paris) e, segundo o Relatório Oficial dos Jogos teve um público acumulado de 201 324 pessoas. Para se ter uma ideia, naquela época o futebol tinha se tornado tão popular que um terço de toda a receita obtida nas Olimpíadas de 1924 viria dos estádios de futebol.
A força latino-americana, até hoje presente na disputa, começou a se fazer valer nos Jogos, com a entrada do Uruguai e Argentina. Em 1924, os uruguaios venceram cinco jogos marcando 20 gols e sofrendo apenas dois. Faturou um ouro que, assim como o de 1928, em Amsterdã, estampa até hoje o seu símbolo oficial, garantindo ainda o apelido de "Celeste Olímpica" e o posto de maior potência do futebol mundial, à época. Na comemoração do ouro obtido em 1924, os uruguaios andaram ao redor do campo acenando para o público: era a primeira volta olímpica da história do futebol.
Ao final dos Jogos de 1924 se iniciou um debate entre o COI e a FIFA que foi crucial para os rumos do futebol dentro dos Jogos Olímpicos. O Congresso de Praga (1925), deu uma nova definição de "amadorismo", e foi feita em conjunto com as federações internacionais.
Ao final dos Jogos de 1928 ficou decidido que o futebol não faria parte do programa olímpico de 1932. Com a saída da modalidade e diante da autonomia que já apresentava em relação ao movimento olímpico, em outubro de 1928 a FIFA anunciou que pretendia organizar um campeonato mundial de futebol aberto para amadores e profissionais, mas que esse fato não iria interferir nos Jogos Olímpicos.

### Amadorismo e domínio dos países do leste europeu
Com o estabelecimento da Copa do Mundo, em 1930, começou o profissionalismo no futebol. A FIFA não autorizou a realização do torneio olímpico nos Jogos de 1932, e a partir de 1936 as seleções olímpicas só poderiam relacionar seus melhores atletas se estes fossem amadores (para a FIFA, "atleta amador" seriam os que não recebiam reembolso por tempo de afastamento). O torneio olímpico de futebol passou a ser, portanto, uma competição de seleções restritivas. Isto acabou gerando uma vantagem para os socialistas do Leste Europeu, já que os jogadores nesses países eram, oficialmente, militares (e, portanto, amadores). Assim, estes países enviavam aos Jogos Olímpicos suas seleções principais (o que ficou conhecido por "amadorismo de fachada"), ao passo que os países ocidentais eram forçados a mandar equipes amadoras ou de juniores. Muitas seleções passaram a não participar do torneio de futebol por alegar que o futebol profissional havia ganhado espaço em seu país e, por tal fato, não teriam condições de enviar uma seleção competitiva para a disputa.
Desta forma, não é de estranhar que a lista de campeões olímpicos entre 1952 e 1980 só inclua países que ficavam na chamada "cortina de ferro": União Soviética (1956), Jugoslávia (1960), Hungria (1964 e 1968), Polônia (1972), República Democrática Alemã (1976) e Checoslováquia (1980). Entre Londres 1948 e Moscou 1980, 23 das 27 medalhas olímpicas foram conquistadas por países socialistas, cabendo a Dinamarca, Suécia e Japão as únicas exceções.
O "amadorismo", no entanto, não impediu o desfile de grandes craques pelos campos olímpicos. Um deles foi Ferenc Puskás, que, ao lado de outros grandes jogadores como Zoltán Czibor e Sándor Kocsis, comandou os húngaros em Helsinque dois anos antes de brilhar na Copa da Suíça. Quatro anos mais tarde, os soviéticos venceram com Lev Yashin guardando a meta.
Para os Jogos Olímpicos de Roma em 1960, a FIFA tomou uma decisão inédita: estava proibida, além dos atletas profissionais, a participação dos jogadores que haviam disputado a Copa do Mundo da Suécia de 1958. Essa determinação foi apresentada como forma de salvar o torneio olímpico e, consequentemente, restringir o acesso dos atletas pertencentes aos países que não reconheciam o profissionalismo (União Soviética, Suécia, Tchecoslováquia e Hungria) e tinham um grande êxito nessa competição. Um destaque negativo dessa época aconteceu em 1968: a desistência da seleção de Marrocos, que se recusou a jogar após ser sorteada para o Grupo C, que também tinha Israel. A equipe marroquina foi substituída pela seleção de Gana.

### Boicote da Grã-Bretanha

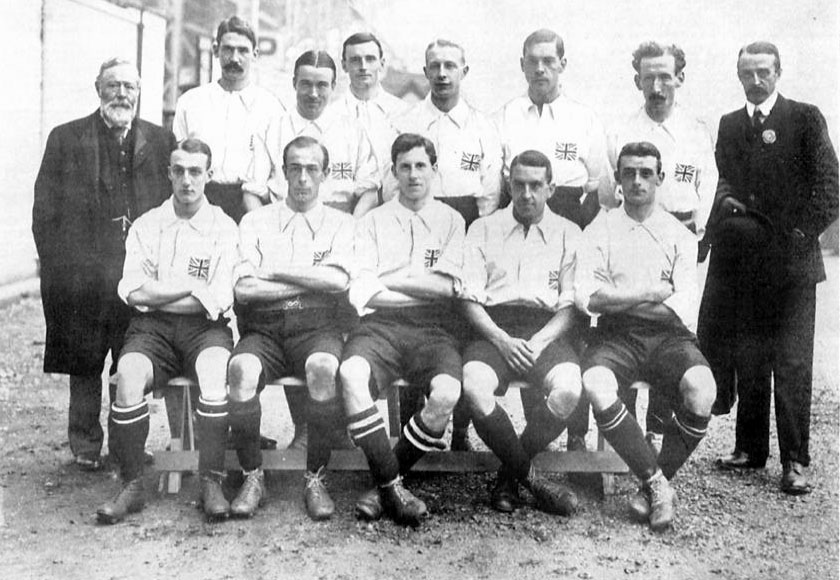
A Seleção Britânica medalha de ouro nas Olimpíadas de Londres, 1908. O uniforme foi o mesmo do da Seleção Inglesa, mas com a bandeira do Reino Unido bordada no peito.

A partir de 1972, a Grã-Bretanha não mais participou do torneio olímpico de futebol, já que a Inglaterra, Irlanda do Norte, Escócia e País de Gales disputam a Olimpíada defendendo uma única bandeira, e o futebol na Grã-Bretanha não tem um órgão regulador único (esses países disputam torneios da FIFA separadamente). Apenas a Football Association inglesa (FA) é afiliada à British Olympic Association (BOA), e a FA inscreveu times da "Grã-Bretanha" nos torneios de futebol até 1972. Em 1974, a FA aboliu a distinção entre "amador" e "profissional", e parou de entrar nas Olimpíadas. Embora a FIFA tenha permitido profissionais nas Olimpíadas desde 1984, a FA não voltou a entrar, já que as nações nacionais temiam que uma equipe olímpica britânica unida abrisse um precedente que poderia levar a FIFA a questionar seu status separado em outras competições da FIFA e no International Football Association Board.

Ryan Giggs, um dos cinco não ingleses do elenco olímpico do time masculino de 2012.

Quando Londres foi escolhida para sediar os Jogos de 2012, houve pressão sobre a federação inglesa para exercer o direito automático da nação anfitriã de colocar uma equipe em campo. Em 2009, o plano acordado pela FA com a FA galesa, a FA escocesa e a FA irlandesa era apenas colocar jogadores ingleses; no entanto, a British Olympic Association rejeitou isso e, em última análise, havia jogadores galeses no time masculino e escoceses no time feminino. Na estreia das seleções britânicas masculina e feminina de futebol nos Jogos Olímpicos de 2012, atletas não ingleses recusaram-se a cantar o God Save the Queen (Deus salve a Rainha, em inglês), o hino nacional britânico. Na equipe feminina, Kim Little e Ifeoma Dieke, ambas escocesas, foram as que não cantaram e, na equipe masculina, quem não cantou foram os galeses Ryan Giggs e Craig Bellamy. A atitude dos atletas foi muito criticada por torcedores do Reino Unido.
Após os jogos de 2012, a FA decidiu que nenhuma equipe seria inscrita nos torneios masculinos subsequentes, mas estava aberta para colocar uma equipe feminina novamente. Para o torneio de 2020, a FIFA declarou que a seleção feminina do Reino Unido poderia entrar nas Olimpíadas com a concordância das quatro federações de futebol britânicas, dependendo do desempenho da seleção feminina inglesa na Copa do Mundo de 2019 (que serviu como qualificação europeia para as Olimpíadas), o que veio a ocorrer.

### A era moderna e equipes "sub-23"

#### Jogos de 1984 e 1988
A discrepância de forças estava gerando um desinteresse do público. Isto fez com que, para os Jogos de Los Angeles 1984, o Comitê Olímpico Internacional admitisse uma mudança na regra para aumentar o interesse no esporte. A partir de então, foram admitidos jogadores profissionais. Ocorreu, então, um acordo entre a FIFA, que não queria as Olimpíadas "disputando" com a Copa do Mundo, e o COI, definindo que jogadores que não tivessem participado da Copa do Mundo pudessem disputar as Olimpíadas. Muitas delegações em campo levaram equipes jovens, incluindo a França, que em 1984 ganhou o título olímpico. As regras de 1984 foram mantidas também para a edição de 1988, mas com um parágrafo adicional: eram elegíveis os jogadores de futebol europeus e sul-americanos que antes haviam disputado menos de 90 minutos em uma única partida da Copa do Mundo.

#### Formato atual
Desde os Jogos de 1992, em Barcelona, somente jogadores com menos de 23 anos podem disputar as Olimpíadas no futebol masculino. Quatro anos depois, outra regra foi introduzida e três jogadores acima dos 23 anos podem fazer parte da equipe olímpica. Assim, o torneio olímpico passou a ser uma espécie de complemento para outros de base geridos pela FIFA, como os Mundiais Sub-20 e Sub-17. Este novo formato permite que, em tese, as equipes de todo o mundo possam competir de forma igual. Os países africanos, porém, acabam se aproveitando desta regra (assim como nos outros campeonatos de base), muito por conta das adulterações de idade, que acabam fazendo com que atletas se sobressaiam fisicamente. Por conta disso, desde então é comum ver resultados expressivos para algumas seleções africanas no torneio olímpico. Não por acaso, 1992 entrou para a história por conta da primeira medalha de um país africano: Gana faturou o bronze após vencer a Austrália. E nos dois torneios seguintes (1996 e 2000), Nigéria e Camarões, respectivamente, conquistaram a medalha de ouro.
Por causa do conceito de amadorismo anterior, vários dos países historicamente fortes no futebol têm campanhas modestas ou inexpressivas em Jogos Olímpicos: A primeira participação do Brasil se deu em Helsinque, em 1952, mas sua primeira medalha de ouro, no entanto, so veio quando jogou em casa, na edição do Rio de Janeiro em 2016. Os Países Baixos conquistaram o bronze nos três primeiros torneios, mas desde 1952 só se classificou aos Jogos em 2008. O Uruguai venceu o torneio em suas duas primeiras participações, em 1924 e 1928, sendo apenas essas duas aparições olímpicas até 2012, onde conseguiu a sua classificação após 84 anos sem disputar o torneio olímpico de futebol. A Itália, tetracampeã mundial de futebol, conquistou a medalha de ouro olímpica apenas uma vez em 1936, e tem mais duas medalhas de bronze em 1928 e 2004 além de ser o país que mais vezes participou no torneio olímpico de futebol com quinze presenças, apesar de estar ausente desde 2008. A Alemanha, tetracampeã mundial e tradicional potência futebolística, participou apenas nove vezes do certame (contando as participações como Alemanha Ocidental), tendo como melhor resultado a medalha de prata em 2016, coincidindo com a estreia da equipe representando a Alemanha reunificada no torneio.

### A adição do futebol feminino
Em 1996, foi incluído o torneio feminino de futebol nos Jogos Olímpicos. Sem tempo para organizar um torneio classificatório, foi decidido que as vagas seriam das oito primeiras colocadas na Copa do Mundo de 1995, apenas substituindo a Inglaterra – que nas Olimpíadas é parte da Grã-Bretanha – pelo nono colocado Brasil. As anfitriãs dos Estados Unidos venceram o torneio inaugural em Atlanta, e chegaram a todas as finais até 2012, só perdendo o ouro em Sydney 2000 para a Noruega. Por duas vezes consecutivas as norte-americanas derrotaram as brasileiras, em Atenas 2004 e Pequim 2008, e em Londres 2012, desbancaram as então campeãs mundiais do Japão. Em 2016, os Estados Unidos ficaram de fora da final pela primeira vez no futebol feminino.
Para o futebol feminino, a FIFA permite o uso das seleções principais no torneio olímpico e chega a contar o desempenho nas Olimpíadas para o Ranking Feminino Mundial da FIFA.

## Torneio masculino

### Resultados
O futebol foi torneio de exibição nos Jogos Olímpicos de Verão de 1900 e 1904, sendo posteriormente considerados pelo COI como oficiais e contando para o quadro de medalhas. A FIFA não considera os torneios como oficiais já que clubes representaram os selecionados nacionais. O torneio de futebol não foi disputado apenas na primeira edição dos Jogos, em 1896, e em 1932 quando a FIFA não tinha conceitos de amadorismo claros. Em 1916 (Olimpíadas canceladas devido à I Guerra Mundial), 1940 e 1944 (II Guerra Mundial) os Jogos Olímpicos não se realizaram.
- Legenda:
  - pro - após a prorrogação;
  - proms - após a prorrogação com morte súbita;
  - pen - após a disputa por pênaltis.

### Quadro de medalhas
| Ordem | País                     | Medalha de ouro | Medalha de prata | Medalha de bronze |    |
| ----- | ------------------------ | --------------- | ---------------- | ----------------- | -- |
| 1     | HUN Hungria              | 3               | 1                | 1                 | 5  |
| 2     | GBR Grã-Bretanha         | 3               | 0                | 0                 | 3  |
| 3     | BRA Brasil               | 2               | 3                | 2                 | 7  |
| 4     | ESP Espanha              | 2               | 3                | 0                 | 5  |
| 5     | ARG Argentina            | 2               | 2                | 0                 | 4  |
| 6     | URS União Soviética      | 2               | 0                | 3                 | 5  |
| 7     | URU Uruguai              | 2               | 0                | 0                 | 2  |
| 8     | YUG Iugoslávia           | 1               | 3                | 1                 | 5  |
| 9     | FRA França               | 1               | 2                | 0                 | 3  |
| 9     | POL Polônia              | 1               | 2                | 0                 | 3  |
| 11    | GDR Alemanha Oriental[a] | 1               | 1                | 2                 | 4  |
| 12    | NGR Nigéria              | 1               | 1                | 1                 | 3  |
| 13    | TCH Checoslováquia       | 1               | 1                | 0                 | 2  |
| 14    | ITA Itália               | 1               | 0                | 2                 | 3  |
| 14    | SWE Suécia               | 1               | 0                | 2                 | 3  |
| 16    | BEL Bélgica              | 1               | 0                | 1                 | 2  |
| 16    | MEX México               | 1               | 0                | 1                 | 2  |
| 18    | CAN Canadá               | 1               | 0                | 0                 | 1  |
| 18    | CMR Camarões             | 1               | 0                | 0                 | 1  |
| 20    | DEN Dinamarca            | 0               | 3                | 1                 | 4  |
| 21    | USA Estados Unidos       | 0               | 1                | 1                 | 2  |
| 21    | BUL Bulgária             | 0               | 1                | 1                 | 2  |
| 21    | GER Alemanha[b]          | 0               | 1                | 1                 | 2  |
| 24    | AUT Áustria              | 0               | 1                | 0                 | 1  |
| 24    | SUI Suíça                | 0               | 1                | 0                 | 1  |
| 24    | PAR Paraguai             | 0               | 1                | 0                 | 1  |
| 27    | NED Países Baixos        | 0               | 0                | 3                 | 3  |
| 28    | CHI Chile                | 0               | 0                | 1                 | 1  |
| 28    | KOR Coreia do Sul        | 0               | 0                | 1                 | 1  |
| 28    | GHA Gana                 | 0               | 0                | 1                 | 1  |
| 28    | JPN Japão                | 0               | 0                | 1                 | 1  |
| 28    | MAR Marrocos             | 0               | 0                | 1                 | 1  |
| 28    | NOR Noruega              | 0               | 0                | 1                 | 1  |
| Total | Total                    | 28              | 28               | 29                | 85 |

#### Por confederações
| Confederação | Ouro | Prata | Bronze | Total |
| ------------ | ---- | ----- | ------ | ----- |
| UEFA         | 18   | 20    | 19     | 57    |
| CONMEBOL     | 6    | 6     | 3      | 15    |
| CAF          | 2    | 1     | 3      | 6     |
| CONCACAF     | 2    | 1     | 2      | 5     |
| AFC          | 0    | 0     | 2      | 2     |
| OFC          | 0    | 0     | 0      | 0     |

### Campeões mundiais e olímpicos
Dos oito países campeões do mundo, apenas a Alemanha não foi campeã olímpica. Como país unificado, conquistou o bronze em 1964 e a prata em 2016, além de ter obtido um bronze como Alemanha Ocidental em 1988. Como Alemanha Oriental, porém, ela foi ouro nos Jogos de 1976. Os alemães também foram campeões mundiais de 1954, 1974, 1990 e 2014.
- Uruguai:
  - Ouro em 1924 e 1928;
  - Campeões mundiais de 1930 e 1950.
- Itália:
  - Ouro em 1936;
  - Campeões mundiais de 1934, 1938, 1982 e 2006.
- Inglaterra:
  - Ouro em 1900, 1908 e 1912 (todas como Grã-Bretanha);
  - Campeões mundiais de 1966.
- França:
  - Ouro em 1984;
  - Campeões mundiais de 1998 e 2018.
- Espanha:
  - Ouro em 1992 e 2024
  - Campeões mundiais de 2010.
- Argentina:
  - Ouro em 2004 e 2008;
  - Campeões mundiais de 1978, 1986 e 2022.
- Brasil:
  - Ouro em 2016 e 2020;
  - Campeões mundiais de 1958, 1962, 1970, 1994 e 2002.

### Vice-campeões mundiais e campeões olímpicos
- Suécia:
  - Ouro em 1948;
  - Vice-campeões mundiais de 1958.
- Hungria:
  - Ouro em 1952, 1964 e 1968;
  - Vice-campeões mundiais de 1938 e 1954.
- Tchecoslováquia:
  - Ouro em 1980;
  - Vice-campeões mundiais de 1934 e 1962.

### Brasil no futebol olímpico
- 1952: 5º colocado (quartas de final)
- 1956: Não se classificou
- 1960: 6º colocado (1ª fase)
- 1964: 9º colocado (1ª fase)
- 1968: 10º colocado (1ª fase)
- 1972: 13º colocado (1ª fase)
- 1976: 4º lugar
- 1980: não se classificou
- 1984: Prata
- 1988: Prata
- 1992: não se classificou
- 1996: Bronze
- 2000: 7º colocado (quartas de final)
- 2004: não se classificou
- 2008: Bronze
- 2012: Prata
- 2016: Ouro
- 2020: Ouro
- 2024: não se classificou

### Portugal no futebol olímpico
- 1900 a 1924: não se classificou
- 1928: 7º lugar (quartas de final)
- 1932: torneio não realizado
- 1936 a 1992: não se classificou
- 1996: 4º lugar
- 2000: não se classificou
- 2004: 14º lugar (1ª fase)
- 2008: não se classificou
- 2016: 6º lugar (quartas de final)
- 2020 a 2024: não se classificou

### Fatos sobre o torneio
- O Uruguai foi escolhido para primeira sede da Copa do Mundo em 1930, por ser o bicampeão olímpico de futebol, em 1924 e 1928.
- A Grã-Bretanha, apesar de tricampeã olímpica em 1900, 1908 e 1912, recusou-se a participar da FIFA e da Copa do Mundo até 1950. E assim mesmo, só concordou em participar porque conseguiram o direito tutelado pela FIFA de disputar Copa com os times nacionais de cada uma das regiões que formam o Reino Unido da Grã-Bretanha: a Inglaterra, Escócia, País de Gales e Irlanda do Norte, e por não ter uma equipe de futebol unificada; e assim permanece até hoje. Com isso, a Grã-Bretanha não pode mais disputar os Jogos Olímpicos, por não ter uma equipe de futebol unificada (apenas o Reino Unido da Grã-Bretanha possui comitê olímpico nacional filiado ao COI e pode disputar as Olimpíadas). A exceção se deu em 2012, quando os Jogos Olímpicos realizaram-se em Londres e as seleções da Grã-Bretanha puderam participar.
- O chamado gol olímpico (marcado diretamente da cobrança de corner) ganhou este nome em outubro de 1924, quando foi assinalado pelo jogador argentino Cesáreo Onzari, em um amistoso contra o Uruguai, que há poucos meses havia se sagrado campeão olímpico nos Jogos de 1924.
- O Japão e a Coreia do Sul são os únicos países asiáticos que ganharam uma medalha olímpica de futebol (bronze em 1968 na Cidade do México e bronze em 2012 em Londres, respectivamente).
- As únicas seleções anfitriãs que ganharam o torneio olímpico foram as seleções da Grã-Bretanha em 1908, Bélgica em 1920, Espanha em 1992 e Brasil em 2016.
- As únicas seleções que ganharam o bicampeonato olímpico consecutivo foram as seleções da Grã-Bretanha em 1908 e 1912, do Uruguai em 1924 e 1928, da Hungria em 1964 e 1968, da Argentina em 2004 e 2008 e do Brasil em 2016 e 2020.
- Nos Jogos Olímpicos de Verão de 1984, o time titular do Sport Club Internacional foi convocado para fazer parte da Seleção Brasileira. Os onze atletas foram a base da medalha de prata conquistada pelo Brasil.[30]
- Os húngaros Antal Dunai junto com Dezső Novák são os maiores medalhistas do futebol masculino, ambos com duas medalhas de ouro em 1964 e 1968, além de uma medalha de prata em 1972 para Dunai e uma medalha de bronze em 1960 para Novák.
- O uruguaio Pedro Cea, os húngaros Zoltán Czibor e Ferenc Puskás, e o argentino Ángel Di María, são os únicos 4 jogadores a marcar gols em finais de Copa do Mundo e do toneio olímpico de futebol
- Até hoje, apenas 14 futebolistas se sagraram campeões olímpicos e da Copa do Mundo FIFA, e outros 32 foram vice em um torneio e campeão no outro.
- O treinador italiano Vittorio Pozzo é o único treinador na história que foi campeão olímpico (1936) e também campeão da Copa do Mundo FIFA (1934-1938).
- O treinador húngaro Károly Lakat é o único treinador na história que ganhou o bicampeonato olímpico consecutivo no torneio masculino (1964-1968).

## Torneio feminino

### Resultados
| 1996 Detalhes | Atlanta        | Estados Unidos | 2 – 1                   | China          | Noruega        | 2 – 0     | Brasil    |
| 2000 Detalhes | Sydney         | Noruega        | 3 – 2 proms             | Estados Unidos | Alemanha       | 2 – 0     | Brasil    |
| 2004 Detalhes | Atenas         | Estados Unidos | 2 – 1 pro               | Brasil         | Alemanha       | 1 – 0     | Suécia    |
| 2008 Detalhes | Pequim         | Estados Unidos | 1 – 0 pro               | Brasil         | Alemanha       | 2 – 0     | Japão     |
| 2012 Detalhes | Londres        | Estados Unidos | 2 – 1                   | Japão          | Canadá         | 1 – 0 pro | França    |
| 2016 Detalhes | Rio de Janeiro | Alemanha       | 2 – 1                   | Suécia         | Canadá         | 2 – 1     | Brasil    |
| 2020 Detalhes | Tóquio         | Canadá         | 1 – 1 (pro) 3 – 2 (pen) | Suécia         | Estados Unidos | 4 – 3     | Austrália |
| 2024 Detalhes | Paris          | Estados Unidos | 1 – 0                   | Brasil         | Alemanha       | 1 – 0     | Espanha   |

- Legenda:
  - pro - após a prorrogação;
  - proms - após a prorrogação com morte súbita;
  - pen - após a disputa por pênaltis.

### Quadro de medalhas
| Ordem | País               | Medalha de ouro | Medalha de prata | Medalha de bronze |    |
| ----- | ------------------ | --------------- | ---------------- | ----------------- | -- |
| 1     | USA Estados Unidos | 5               | 1                | 1                 | 7  |
| 2     | GER Alemanha       | 1               | 0                | 4                 | 5  |
| 3     | CAN Canadá         | 1               | 0                | 2                 | 3  |
| 4     | NOR Noruega        | 1               | 0                | 1                 | 2  |
| 5     | BRA Brasil         | 0               | 3                | 0                 | 3  |
| 6     | SWE Suécia         | 0               | 2                | 0                 | 2  |
| 7     | CHN China          | 0               | 1                | 0                 | 1  |
| 7     | JPN Japão          | 0               | 1                | 0                 | 1  |
| Total | Total              | 8               | 8                | 8                 | 24 |

#### Por confederações
| Confederação | Ouro | Prata | Bronze | Total |
| ------------ | ---- | ----- | ------ | ----- |
| CONCACAF     | 6    | 1     | 3      | 10    |
| UEFA         | 2    | 2     | 5      | 9     |
| CONMEBOL     | 0    | 3     | 0      | 3     |
| AFC          | 0    | 2     | 0      | 2     |
| CAF          | 0    | 0     | 0      | 0     |
| OFC          | 0    | 0     | 0      | 0     |

### Campeãs mundiais e olímpicas
- Estados Unidos: Ouro em 1996, 2004, 2008, 2012 e 2024 e campeãs mundiais em 1991, 1999, 2015 e 2019.
- Alemanha: Ouro em 2016 e campeãs mundiais em 2003 e 2007.
- Noruega: Ouro em 2000 e campeãs mundiais em 1995.

### Campeãs mundiais e vice-campeãs olímpicas
- Japão: Campeãs mundiais em 2011 e prata em 2012.

### Brasil no futebol olímpico feminino
Em 1996 e 2000, a equipe brasileira ficou em quarto lugar, sendo derrotada por Noruega e Alemanha, respectivamente, na disputa do bronze. Em 2004, liderada por Renê Simões, conquistou a medalha de prata ao perder para os Estados Unidos na final. Isso atraiu a atenção de imprensa e dirigentes para o futebol feminino, que nunca teve campeonatos organizados e tinha jogadoras que serviam apenas a seleção. Quatro anos mais tarde, sob comando do técnico Jorge Barcellos, a final e o resultado se repetiram. Já em 2012 foi a edição com a pior participação brasileira no futebol feminino nos Jogos Olímpicos, sendo eliminadas logo nas quartas de final pelo Japão, desempenho igualado em 2020 quando caíram nessa mesma fase para o Canadá. Em 2016, o Brasil chegou as semifinais, mas foi derrotada pela Suécia nos pênaltis e pelo Canadá na disputa pela medalha de bronze, ficando em quarto lugar.

### Portugal no futebol olímpico feminino
Até o momento, a Seleção Portuguesa não se classificou para os Jogos Olímpicos.

### Fatos sobre o torneio
- A dominância da seleção dos Estados Unidos - que chegou a todas as finais até 2012, perdendo apenas em Sydney 2000 - faz com que apenas as norte-americanas e a Noruega tenham ganho tanto o ouro olímpico quanto a Copa do Mundo de Futebol Feminino. A bicampeã Alemanha ganhou três bronzes olímpicos consecutivos e um ouro em 2016 se tornando assim mais uma seleção a ganhar tanto o ouro olímpico quanto a Copa do Mundo de Futebol Feminino, enquanto o Japão seguiu o título mundial em 2011 com a prata em 2012.
- A Grã-Bretanha participou apenas do torneio que sediou, em 2012. Porém por duas vezes a Inglaterra teria direito a uma das vagas. Para 1996, as inglesas ficaram entre as oito primeiras da Copa Feminina de 1995, mas os critérios do COI repassaram a vaga para o Brasil.[21] Para 2016, apesar de uma tentativa de formar uma seleção britânica, as três federações que complementam a Inglaterra vetaram antes mesmo da Copa de 2015, onde as inglesas terminaram em terceiro e assim encaixaram no critério de incluir as três melhores seleções europeias.[34]
- Apenas Brasil, Estados Unidos e Suécia garantiram vagas em todas as sete edições. Até a edição de 2016, das três seleções, apenas as suecas não tinham ganhado medalhas, com o melhor resultado sendo o quarto lugar em 2004. Após eliminar o Brasil nas semifinais dos jogos Rio de Janeiro 2016, a Suécia garantiu uma medalha, foi a final e acabou ficando com a prata, após ser derrotada pela Alemanha pelo placar de 2–1.
- No torneio feminino, apenas os Estados Unidos foram campeões como país sede, em 1996.
- A brasileira Formiga é a única atleta a ter participado de todos os sete torneios já realizados.[35]
- A americana Christie Rampone é a maior medalhista do futebol feminino com três medalhas de ouro em 2004, 2008 e 2012 além de uma medalha de prata em 2000.
- A treinadora sueca Pia Sundhage é a única treinadora na história que ganhou o bicampeonato olímpico consecutivo no torneio feminino (2008-2012).

## Recordes e estatísticas
- Gol mais rápido (futebol masculino) - Neymar, do Brasil: 14 segundos ( Brasil 6–0  Honduras, 2016)[36]
- Gol mais rápido (futebol feminino) - Janine Beckie, do Canadá aos 19 segundos ( Canadá 2–0  Austrália, 2016)[37]
- Gol mais rápido numa final - Oribe Peralta, do México aos 29 segundos ( México 2–1  Brasil, 2012)[38]
- Seleção que mais marcou gols em uma única edição dos jogos olímpicos (futebol masculino) -  Dinamarca (1908) e  Iugoslávia (1952), 26 gols marcados.
- Maior número de finais consecutivas (futebol masculino) -  Iugoslávia, 4 finais consecutivas (1948, 1952, 1956 e 1960)
- Maior número de finais consecutivas (futebol feminino) -  Estados Unidos, 5 finais consecutivas (1996, 2000, 2004, 2008 e 2012)
- Maior número de pódios (futebol masculino e feminino) -  Brasil, com 9.
- Maior número de pódios (futebol masculino) -  Brasil, com 7.[39]
- Maior número de pódios (futebol feminino) -  Estados Unidos, com 6.
- Maior número de vitórias -  Brasil com 38, em 14 edições.
- Maior número de participações (futebol masculino) -  Itália e  Estados Unidos participaram em 15 edições.
- Maior número de participações (futebol feminino) -  Estados Unidos e  Brasil participaram de todas as 8 edições do torneio.
- Única seleção a conquistar a medalha de ouro com 100% de aproveitamento e sem sofrer nenhum gol (futebol masculino) -  Argentina, (6 vitórias em 6 jogos, 17 gols marcados e nenhum gol sofrido na edição de 2004)
- Artilheira (futebol feminino) - Cristiane, do Brasil, com 14 gols.[40]
- Artilheiro (futebol masculino) - Sophus Nielsen da Dinamarca e Antal Dunai da Hungria, com 13 gols[40]
- Melhor média de gols - Antal Dunai, da Hungria, com treze gols marcados em 5 jogos.
- Maior goleada - Dinamarca 17–1 França (1908)[41]
- Maior número de gols marcados por apenas 1 jogador nos Jogos Olímpicos - 10 gols: Sophus Nielsen (Dinamarca 17–1 França, 1908), e Gottfried Fuchs (Alemanha 16–0 Russia, 1912)[42]
- Mais velho a disputar o torneio olímpico de futebol - Ryan Giggs: 38 anos (2012)[43]
- Mais velho a marcar um gol no torneio olímpico de futebol - Ryan Giggs: 38 anos e 243 dias (2012)[44]
- Mais novo a marcar um gol no torneio olímpico de futebol - Ángel Uribe: 16 anos e 332 dias (1960)
- Mais participações (jogador) - Formiga, com sete Olimpíadas.[45]

### Artilharia
| Ano  | Jogador                                           | Gols |
| ---- | ------------------------------------------------- | ---- |
| 1900 | Gaston Peltier John Nicholas                      | 2    |
| 1904 | Alexander Hall Tom Taylor                         | 3    |
| 1908 | Sophus Nielsen                                    | 11   |
| 1912 | Gottfried Fuchs                                   | 10   |
| 1920 | Herbert Karlsson                                  | 7    |
| 1924 | Pedro Petrone                                     | 8    |
| 1928 | Domingo Tarasconi                                 | 9    |
| 1936 | Annibale Frossi                                   | 7    |
| 1948 | John Hansen Gunnar Nordahl                        | 7    |
| 1952 | Rajko Mitić Branko Zebec                          | 7    |
| 1956 | Neville D'Souza Todor Veselinović Dimitar Milanov | 4    |
| 1960 | Harald Nielsen                                    | 8    |
| 1964 | Ferenc Bene                                       | 12   |
| 1968 | Kunishige Kamamoto                                | 7    |
| 1972 | Kazimierz Deyna                                   | 9    |
| 1976 | Andrzej Szarmach                                  | 6    |
| 1980 | Sergey Andreyev                                   | 5    |
| 1984 | Borislav Cvetković Stjepan Deverić Daniel Xuereb  | 5    |
| 1988 | Romário                                           | 7    |
| 1992 | Andrzej Juskowiak                                 | 7    |
| 1996 | Bebeto Hernán Crespo                              | 6    |
| 2000 | Iván Zamorano                                     | 6    |
| 2004 | Carlos Tévez                                      | 8    |
| 2008 | Giuseppe Rossi                                    | 4    |
| 2012 | Leandro Damião                                    | 6    |
| 2016 | Nils Petersen Serge Gnabry                        | 6    |
| 2020 | Richarlison                                       | 5    |
| 2024 | Soufiane Rahimi                                   | 8    |

| Ano  | Jogadora                                   | Gols |
| ---- | ------------------------------------------ | ---- |
| 1996 | Ann Kristin Aarønes Linda Medalen Pretinha | 4    |
| 2000 | Sun Wen                                    | 4    |
| 2004 | Cristiane Birgit Prinz                     | 5    |
| 2008 | Cristiane                                  | 5    |
| 2012 | Christine Sinclair                         | 6    |
| 2016 | Melanie Behringer                          | 5    |
| 2020 | Vivianne Miedema                           | 10   |
| 2024 | Marie-Antoinette Katoto                    | 5    |

### Mais gols marcados
| Gols | Jogador                                                                                  |
| ---- | ---------------------------------------------------------------------------------------- |
| 13   | Sophus Nielsen Antal Dunai                                                               |
| 12   | Ferenc Bene                                                                              |
| 11   | Domingo Tarasconi Pedro Petrone                                                          |
| 10   | Gottfried Fuchs Kazimierz Deyna                                                          |
| 9    | Harold Walden Vilhelm Wolfhagen                                                          |
| 8    | Jan Vos Héctor Scarone Carlos Tévez Bebeto Harald Nielsen Ibrahim Reyadh Soufiane Rahimi |

| Gols | Jogadora                                     |
| ---- | -------------------------------------------- |
| 14   | Cristiane                                    |
| 13   | Marta                                        |
| 12   | Christine Sinclair                           |
| 10   | Birgit Prinz Carli Lloyd Vivianne Miedema    |
| 9    | Abby Wambach                                 |
| 8    | Pretinha                                     |
| 7    | Melissa Tancredi Sam Kerr Stina Blackstenius |

## Treinadores campeões
| Ano  | Treinador                        |
| ---- | -------------------------------- |
| 1900 | James Henry Jones                |
| 1904 | Louis Blake Duff                 |
| 1908 | Alfred Davis                     |
| 1912 | Adrian Birch                     |
| 1920 | Raoul Daufresne de la Chevalerie |
| 1924 | Ernesto Fígoli                   |
| 1928 | Primo Giannoti                   |
| 1936 | Vittorio Pozzo                   |
| 1948 | George Raynor                    |
| 1952 | Gusztáv Sebes                    |
| 1956 | Gavriil Kachalin                 |
| 1960 | Aleksandar Tirnanić              |
| 1964 | Károly Lakat                     |
| 1968 | Károly Lakat                     |
| 1972 | Kazimierz Górski                 |
| 1976 | Georg Buschner                   |
| 1980 | František Havránek               |
| 1984 | Henri Michel                     |
| 1988 | Anatoliy Byshovets               |
| 1992 | Vicente Miera                    |
| 1996 | Jo Bonfrere                      |
| 2000 | Jean-Paul Akono                  |
| 2004 | Marcelo Bielsa                   |
| 2008 | Sergio Batista                   |
| 2012 | Luis Fernando Tena               |
| 2016 | Rogério Micale                   |
| 2020 | André Jardine                    |
| 2024 | Santi Denia                      |

| Ano  | Treinador(a)      |
| ---- | ----------------- |
| 1996 | Tony DiCicco      |
| 2000 | Per-Mathias Høgmo |
| 2004 | April Heinrichs   |
| 2008 | Pia Sundhage      |
| 2012 | Pia Sundhage      |
| 2016 | Silvia Neid       |
| 2020 | Bev Priestman     |
| 2024 | Emma Hayes        |

## Quadro geral de medalhas
Quadro de medalhas geral, considerando o torneio masculino e o torneio feminino.
| Ordem | País                     | Medalha de ouro | Medalha de prata | Medalha de bronze |     |
| ----- | ------------------------ | --------------- | ---------------- | ----------------- | --- |
| 1     | USA Estados Unidos       | 5               | 2                | 2                 | 9   |
| 2     | HUN Hungria              | 3               | 1                | 1                 | 5   |
| 3     | GBR Grã-Bretanha         | 3               | 0                | 0                 | 3   |
| 4     | BRA Brasil               | 2               | 6                | 2                 | 10  |
| 5     | ESP Espanha              | 2               | 3                | 0                 | 5   |
| 6     | ARG Argentina            | 2               | 2                | 0                 | 4   |
| 7     | URS União Soviética      | 2               | 0                | 3                 | 5   |
| 8     | CAN Canadá               | 2               | 0                | 2                 | 4   |
| 9     | URU Uruguai              | 2               | 0                | 0                 | 2   |
| 10    | YUG Iugoslávia           | 1               | 3                | 1                 | 5   |
| 11    | SWE Suécia               | 1               | 2                | 2                 | 5   |
| 12    | FRA França               | 1               | 2                | 0                 | 3   |
| 12    | POL Polônia              | 1               | 2                | 0                 | 3   |
| 14    | GER Alemanha[b]          | 1               | 1                | 5                 | 7   |
| 15    | GDR Alemanha Oriental[a] | 1               | 1                | 2                 | 4   |
| 16    | NGR Nigéria              | 1               | 1                | 1                 | 3   |
| 17    | TCH Checoslováquia       | 1               | 1                | 0                 | 2   |
| 18    | ITA Itália               | 1               | 0                | 2                 | 3   |
| 18    | NOR Noruega              | 1               | 0                | 2                 | 3   |
| 20    | BEL Bélgica              | 1               | 0                | 1                 | 2   |
| 20    | MEX México               | 1               | 0                | 1                 | 2   |
| 22    | CMR Camarões             | 1               | 0                | 0                 | 1   |
| 23    | DEN Dinamarca            | 0               | 3                | 1                 | 4   |
| 24    | BUL Bulgária             | 0               | 1                | 1                 | 2   |
| 24    | JPN Japão                | 0               | 1                | 1                 | 2   |
| 26    | AUT Áustria              | 0               | 1                | 0                 | 1   |
| 26    | CHN China                | 0               | 1                | 0                 | 1   |
| 26    | PAR Paraguai             | 0               | 1                | 0                 | 1   |
| 26    | SUI Suíça                | 0               | 1                | 0                 | 1   |
| 30    | NED Países Baixos        | 0               | 0                | 3                 | 3   |
| 31    | CHI Chile                | 0               | 0                | 1                 | 1   |
| 31    | KOR Coreia do Sul        | 0               | 0                | 1                 | 1   |
| 31    | GHA Gana                 | 0               | 0                | 1                 | 1   |
| 31    | MAR Marrocos             | 0               | 0                | 1                 | 1   |
| Total | Total                    | 36              | 36               | 37                | 109 |